# Homohadena rustica
Homohadena rustica là một loài bướm đêm trong họ Noctuidae.